# سید علی محمودی
سید علی محمودی، دیپلمات ایرانی است. او سفیر ایران در فنلاند (۱۳۷۰-۱۳۷۴) بود. اکبر هاشمی رفسنجانی محمودی را در خاطراتش فردی «مطلع و مسلط» نامیده است.

### سفارت ایران در فنلاند
فعالیت‌های او در زمان سفارت:
- ۶ اسفند ۱۳۷۰: دیدار با امتی ساری، قائم‌مقام وزیر امور خارجۀ فنلاند[۶]
- ۶ فروردین ۱۳۷۱: دیدارهای جداگانه با وزیر صنعت و تجارت و وزیر حمل و نقل و ارتباطات فنلاند[۷]
- ۲۶ اردیبهشت ۱۳۷۱: دیدار با وزرای همکاری بین‌المللی و توسعه و نیز بهداشت و امور اجتماعی فنلاند[۸]
- ۱ خرداد ۱۳۷۱: دیدار با وزیر کار فنلاند[۹]
- ۶ خرداد ۱۳۷۱: دیدار با سنت کومیست رهبر حزب سوسیال دمکرات فنلاند[۱۰]
- ۲۱ خرداد ۱۳۷۱: فلاح معاون وزیر جهاد سازندگی یادداشت تفاهم همکاری‌های صنعتی و بازرگانی بین ایران و فنلاند را در جریان دومین کمیسیون مشترک اقتصادی دو کشور در هلسینکی امضاء کرد.[۱۱][۱۲]
- ۶ تیر ۱۳۷۱: غلام‌رضا آقازاده وزیر نفت ایران به فنلاند سفر کرد و یک قرارداد و دو پروتکل در زمینۀ نفت، پتروشیمی و صنایع نفتی بین دو کشور به امضاء رسید.[۱۳]
- ۱ مهر ۱۳۷۱: محمودی با وزیر صنایع و تجارت جدید فنلاند دیدار کرد و اجرای مفاد یادداشت تفاهم دومین اجلاس کمیسیون مشترک دو کشور را بررسی کردند.[۱۴]
- ۱ تیر ۱۳۷۲: دیدار به عنوان سفیر اکردیتۀ ایران در استونی با مقامات این کشور دربارۀ ارتقای روابط فرهنگی بین ایران و استونی و برپایی هفته فرهنگی و هنری بین دو کشور.[۱۵]
- ۲۶ تیر ۱۳۷۲: دیدار با رامارتی پورا وزیر کشاورزی فنلاند.[۱۶][۱۷] در ۶ مهر دعوتنامه وزیر جهاد سازندگی برای بازدید رسمی وزیر کشاورزی فنلاند را به او داد.[۱۸] محمودی همچنین گفت فنلاند برای سفر محمدهادی نژادحسینیان وزیر صنایع سنگین ایران به فنلاند اهمیت قائل است.[۱۹] ده روز بعد وزیر کشاورزی فنلاند برای دیدار با عیسی کلانتری وزیر کشاورزی،  یحیی آل اسحاق وزیر بازرگانی، محمدرضا نعمت‌زاده وزیر صنایع، ربیع فلاح جلودار معاون وزیر جهاد سازندگی و رئیس مراتع ایران و سید محمدحسین عادلی رئیس کل بانک مرکزی ایران به ایران سفر کرد.[۲۰][۲۱][۲۲][۲۳][۲۴] در ۱۱ آبان هم وزیر صنایع سنگین ایران به فنلاند سفر کرد و با اسکو اهو نخست وزیر فنلاند، وزیر امور خارجه و وزیر صنایع و تجارت این کشور دیدار کرد و از مراکز صنعتی مهم فنلاند بازدید کرد.[۲۵][۲۶][۲۷][۲۸]
- ۱ آبان ۱۳۷۲: دیدار با سندبک معاون اقتصادی وزارت امور خارجۀ فنلاند دربارۀ کمیسیون مشترک دو کشور[۲۹]
- ۲۶ آبان ۱۳۷۱: وزارت امور خارجۀ فنلاند محمودی را در اعتراض به غیرقابل تغییر بودن فتوای قتل سلمان رشدی احضار کرد.[۳۰]
- ۱ دی ۱۳۷۲: محمودی گفت یادداشت تفاهم همکاری‌های دانشگاهی در زمینه‌های تبادل استاد و دانشجو و تحقیقات بین دانشگاه‌های ایران و فنلاند به زودی امضا می‌شود.[۳۱]
- ۱۶ بهمن ۱۳۷۲: محمودی با قائم‌مقام وزارت کشاورزی فنلاند در مورد تاسیس اتاق بازرگانی ایران و فنلاند گفتگو کرد.[۳۲]
- ۲۶ اسفند ۱۳۷۲: ریتا اوسو کاینن (رئیس جدید پارلمان فنلاند) با محمودی دیدار کرد و خواستار گسترش روابط دو کشور شد.[۳۳][۳۴]
- ۱۱ فروردین ۱۳۷۳: محمودی گفت تهران و هلسینکی توازن تجاری، انتقال تکنولوژی و دانش فنی، و پیگیری و اجرای توافقهای انجام شده را ضروری می‌دانند.[۳۵]
- ۱۱ تیر ۱۳۷۳: دیدار با معاون اول پارلمان فنلاند دربارۀ تلاشهای ایران در رفع بحرانهای منطقه[۳۶]
- ۲۱ تیر ۱۳۷۳: دیدار با میکوپسلاو وزیر جدید کشاورزی فنلاد دربارۀ آخرین تحولات اقتصادی دو کشور[۳۷]